# José de Azevedo Castelo Branco
José de Azevedo Castelo Branco GCNSC (Vila Real, Vilarinho de Samardã, 5 de outubro de 1852 - Lisboa, 24 de março de 1923) foi um médico-cirurgião, um político, um escritor e um poeta.

## Biografia
Era filho de Francisco José de Azevedo (Vila Real, Vilarinho de Samardã, 1812 - ?) e de sua mulher Carolina Rita Botelho Castelo Branco (Lisboa, Socorro, 24 de Março de 1821 - ?), irmã de Camilo Ferreira Botelho Castelo Branco, 1.° Visconde de Correia Botelho e pai do 1.° Visconde de São Miguel de Seide, e irmão de António de Azevedo Castelo Branco.
Estudou na Faculdade de Medicina da Universidade de Coimbra, revelando-se notável orador nos comícios que então se realizaram no Teatro Académico de Coimbra.
Formou-se no ano de 1878, e em 1879 foi nomeado Cirurgião-Ajudante do Regimento de Caçadores N.° 10, em Angra do Heroísmo, lugar que também exerceu no Regimento de Caçadores N.° 11. No fim do ano de 1886, foi promovido a Cirurgião-Mor.
Dedicou-se à política, filiando-se no Partido Regenerador, e foi Deputado pela primeira vez em 1884, eleito pelo Círculo Eleitoral de Valpaços, depois, em 1887, pelo Círculo Plurinominal da Guarda, e, em 1889, por Armamar, fazendo, ainda, parte doutras Legislaturas. Interessou-se especialmente por assuntos referentes às Colónias Portuguesas.
Em 1890, foi nomeado Governador Civil do Distrito do Funchal, cargo que exerceu num período de grande agitação.
De 25 de Junho de 1900 a 7 de Dezembro de 1901, foi Governador Civil do Distrito de Lisboa.
Sendo Conselheiro, antigo Deputado da Nação e Governador Civil do Distrito de Lisboa, por Carta Régia de 29 de Dezembro de 1900, foi feito Par do Reino (Diário do Governo, N.° 296, 31 de Dezembro de 1900), tomando assento na Câmara Alta a 9 de Janeiro de 1901.
Sendo Conselheiro, Director-Geral da Instrução Pública e Governador Civil do Distrito de Lisboa, no mesmo dia 29 de Dezembro de 1900 foi agraciado com a Grã-Cruz da Ordem de Nossa Senhora da Conceição de Vila Viçosa (Diário do Governo, N.° 296, 31 de Dezembro de 1900).
No ano de 1903, foi nomeado o primeiro Ministro Plenipotenciário (Embaixador) de Portugal na China, cargo que anteriormente era exercido pelo Governador de Macau. Desempenhou este cargo durante alguns anos e, antes de terminar ali a sua missão, foi nomeado Bibliotecário-Mor do Reino, lugar que, depois, se transformou no de Inspector Superior das Bibliotecas e Arquivos. Também exerceu o lugar de Director-Geral das Belas-Artes e Ensino Industrial e Profissional.
As suas qualidades de inteligência e cultura indicavam-no, talvez, para sobraçar qualquer pasta ministerial, mas nunca fez parte de nenhum Governo durante o reinado de D. Carlos I de Portugal, segundo se dizia, por a isso se opor aquele Monarca. Com efeito, só depois da morte do Rei é que foi, pela primeira vez, Ministro, sendo-lhe confiada a pasta dos Negócios Estrangeiros no Gabinete de António Teixeira de Sousa, precisamente o último Governo da Monarquia.
Foi, também, Jornalista e Poeta muito apreciado, tendo escrito um excelente livro de poesias, com o título Ao cair da folha. Os seus esplêndidos artigos políticos e literários andam dispersos em jornais e revistas.